# Maccabi World Union
Maccabi World Union é uma organização internacional judaica que abrange 5 continentes e mais de 50 países, com cerca de 400.000 membros. A entidade organiza os  Maccabiah Games, um evento de atletismo judaico internacional proeminente.
A organização é composta por seis confederações: Maccabi Israel, confederação Maccabi européia, confederação Maccabi América do Norte, Confederação Maccabi América Latina, Maccabi África do Sul e Maccabi Austrália.

## História
A Maccabi World Union foi criada no século XII, durante o World Jewish Congress em Karlovy Vary, Tchecoslováquia em 1921. Foi então decidido pelo secretariado dos líderes do esporte judeu formar uma organização de guarda-chuva para todas as associações esportivas judaicas. Seus objetivos foram definidos como "promover a educação física, a crença na herança judaica ea nação judaica, e trabalhar ativamente pela reconstrução de nosso próprio país e pela preservação de nosso povo". Em 1960, o Comitê Olímpico Internacional oficialmente reconheceu a União Mundial Maccabi como uma "Organização de Olímpicos Permanentes".